# Gåsholmens naturreservat, Ekerö
Gåsholmens naturreservat är ett naturreservat i Ekerö kommun i Stockholms län.
Området är naturskyddat sedan 1945 och är 28 hektar stort. Reservatet omfattar Gåsholmen, Gåsholmsskäret och Gåsholmshatten i Södra Björkfjärden i Mälaren.  Öarna är bevuxna med ädellövträd med stort inslag av lind.